# جاك ميلر (سياسي)
جاك ميلر (بالإنجليزية: Jack Miller)‏ هو قاضي ومحامي وسياسي أمريكي، ولد في 6 يونيو 1916 في شيكاغو في الولايات المتحدة، وتوفي في 29 أغسطس 1994 في تمبل تراس في الولايات المتحدة. حزبياً، نشط في الحزب الجمهوري.

## مناصب
- انتخب قاضي محكمة الاستئناف الأمريكية للدائرة الاتحادية.
- انتخب عضو مجلس ولاية آيوا.
- انتخب عضو مجلس نواب ولاية ايوا.
- انتخب عضو مجلس الشيوخ الأمريكي عن دائرة آيوا (3 يناير 1961 – 3 يناير 1973).